# NGC 384
NGC 384 je eliptická galaxie v souhvězdí Ryb. Její zdánlivá jasnost je 13,0m a úhlová velikost 1,1′ × 0,8′. Je vzdálená 196 milionů světelných let, průměr má 65 000 světelných let. Galaxie je členem skupiny LGG 17, spolu s nejjasnější galaxií skupiny NGC 380 a s PGC 4110. Galaxie je součástí řetězce galaxií zařazeného v Arpově Katalogu pekuliarních galaxií jako Arp 311. Galaxii objevil 4. listopadu 1850 Bindon B. Stoney, asistent Williama Parsonse.

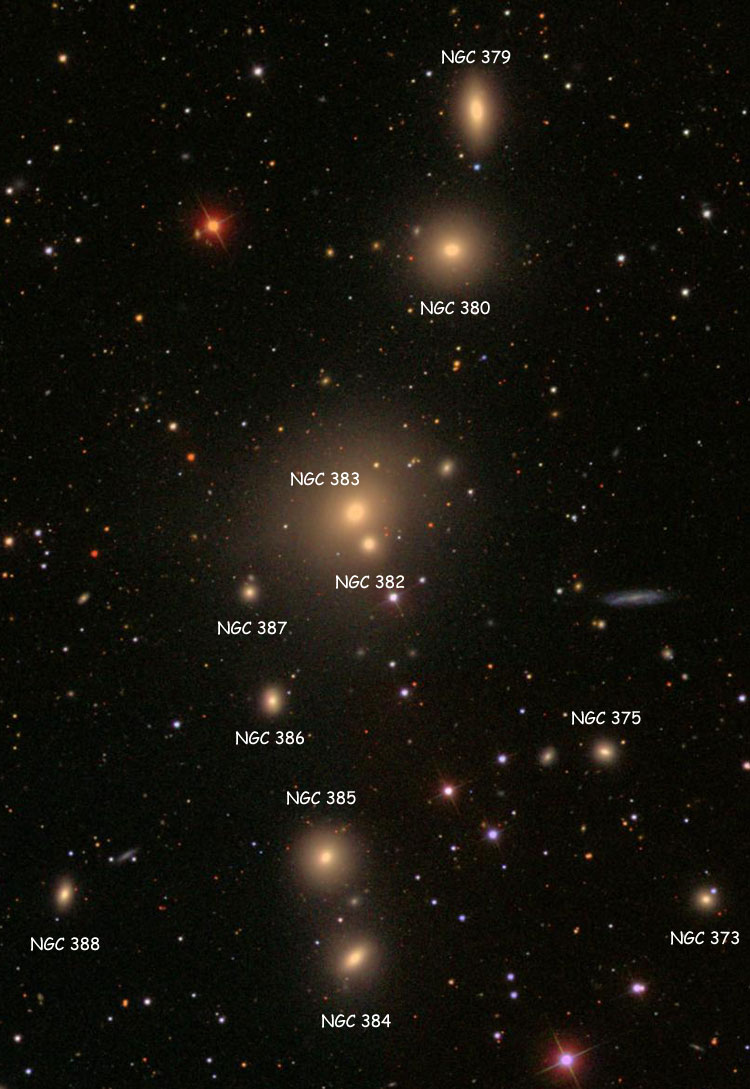
řetěz galaxií Arp 331. (SDSS)